# Rolf Aldag
Rolf Aldag, född den 25 augusti 1968 i Beckum, är en tysk före detta tävlingscyklist som var professionell från 1990 till 2005. Han var en av de starkaste inom det tyska Telekom/T-Mobile (som han körde för från 1993 till 2005), men hans roll i laget var hjälpryttarens bakom Jan Ullrich, Bjarne Riis eller Erik Zabel. Han deltog i denna roll i sjutton Grand Tours (tio Tour de France, sex Vuelta a España och ett Giro d'Italia) och fullföljde femton av dem, men hans främsta slutplacering blev en 43:e plats (i touren 1998). Hans främsta landsvägsmerit är den tyska mästartiteln år 2000. På bana vann han tio sexdagarslopp, varav åtta i Dortmund (och de båda övriga i Berlin).
Aldag representerade Tyskland i linjeloppen vid de Olympiska spelen 1996 (28:a) och 2000 (23:a).
Efter den aktiva karriären fortsatte Aldag ett år som tv-kommentator för ZDF och därefter, från 2007. som sportdirektör – först för T-Mobile och senare för andra lag (sedan 2022 för Bora–Hansgrohe).
2007 erkände Aldag att han under sin aktiva tid regelbundet använt EPO tillsammans med andra aktiva i Telekom/T-Mobile.

## Meriter

### Landsväg
| 1990 Vinnare av etapp 5 i Route du Sud Vinnare av etapp 1b i Tour du Vaucluse 1991 Vinnare av bergspristävlingen i Vuelta a Galicia Vinnare av etapp 4b i Kellogg's Tour 2:a i Giro della Provincia di Reggio Calabria 3:a totalt i Tour DuPont Vinnare av etapperna 3 och 8 5:a i Giro del Piemonte 8:a totalt i Route du Sud 1992 Vinnare av etapp 4 i Tour DuPont 2:a i Milano-Torino 6:a totalt i Route du Sud 8:a totalt i Driedaagse van De Panne-Koksijde 1993 Vinnare av etapp 4a i Tour de Romandie 4:a i Paris-Bourges 8:a i GP Eddy Merckx 9:a i linjelopp vid Tyska mästerskapen 10:a i GP du canton d'Argovie 1994 Vinnare totalt av Hofbräu Cup Vinnare av etapp 2 4:a i GP Eddy Merckx 5:a i linjelopp vid Tyska mästerskapen 5:a totalt i Kellogg's Tour 8:a totalt i Tour de Luxembourg | 1995 Vinnare av etapp 3 i Tour du Limousin 3:a i linjelopp vid Tyska mästerskapen 6:a i GP Eddy Merckx 9:a i Paris-Roubaix 1996 Vinnare av etapp 3 i Tour du Limousin 6:a i linjelopp vid Tyska mästerskapen 7:a i GP Eddy Merckx 1997 Vinnare av etapp 3 i GP Tell 2:a i linjelopp vid Tyska mästerskapen 6:a i GP Eddy Merckx 9:a i Paris-Roubaix 9:a i Amstel Gold Race 1998 Vinnare av Continentale Classic 6:a i linjelopp vid Tyska mästerskapen 1999 Vinnare totalt av Bayern Rundfahrt Vinnare av etapp 2 i Deutschland Tour 2000 Tyska mästerskapen Tysk mästare i linjelopp 7:a i individuellt tempolopp 4:a i Rund um Köln 8:a totalt i Bayern Rundfahrt | 2001 2:a totalt i Bayern Rundfahrt 3:a totalt i Deutschland Tour Vinnare av etapp 7 8:a totalt i Tour de Luxembourg 2002 2:a i Trofeo Luis Puig 4:a totalt i Bayern Rundfahrt Vinnare av etapp 1 2003 Vinnare av Sparkassen Giro Bochum 6:a i linjelopp vid Tyska mästerskapen 8:a totalt i Bayern Rundfahrt 9:a i Paris-Roubaix 10:a i Grand Prix Pino Cerami 2004 Vinnare av bergspristävlingen i Vuelta a Andalucia 7:a i Ronde van Vlaanderen 7:a totalt i Tirreno-Adriatico Vinnare av bergspristävlingen 7:a totalt i Ronde van Nederland 2005 5:a i Trofeo Manacor 8:a i Rund um Köln 9:a i Trofeo Soller |

### Bana[6]
| 1991/1992 Vinnare av Dortmunds sexdagars med Danny Clark 1995/1996 Vinnare av Dortmunds sexdagars med Danny Clark 1996/1997 Vinnare av Dortmunds sexdagars med Erik Zabel 1998/1999 Vinnare av Dortmunds sexdagars med Silvio Martinello 2000/2001 Vinnare av Dortmunds sexdagars med Erik Zabel Vinnare av Berlins sexdagars med Silvio Martinello | 2001/2002 Vinnare av Dortmunds sexdagars med Erik Zabel Vinnare av Berlins sexdagars med Silvio Martinello 2004/2005 Vinnare av Dortmunds sexdagars med Scott McGrory 2005/2006 Vinnare av Dortmunds sexdagars med Erik Zabel |